# 其延迪爾
其延迪爾（Ciryandil），是英國作家約翰·羅納德·瑞爾·托爾金（J.R.R. Tolkien）的史詩式奇幻作品《魔戒三部曲》中的虛構人物。
他是剛鐸（Gondor）第十四任國王，任內繼續防衛昂巴（Umbar），最終在防禦戰中被殺。

## 名字
其延迪爾（Ciryandil）一名來自昆雅語，意思是「船之友」Ship friend。

## 總覽
其延迪爾是剛鐸的登丹人（Dúnedain）。他是國王埃阿尼爾一世（Eärnil I）的兒子和繼承人。不清楚他有沒有任何兄弟姊妹。他的兒子是克雅赫（Ciryaher）。
他是剛鐸第十四任國王、第三位「航海之王」（Ship-kings）。他任內帶領剛鐸走向盛世，大力建設海軍，並繼續抵抗侵襲昂巴的黑暗努曼諾爾人（Black Númenóreans）與哈拉德人。
他生於第三紀元820年，戰死於1015年，享年195歲。

## 生平
其延迪爾生於第三紀元820年，應該是在奧斯吉力亞斯（Osgiliath）出生。
936年，他的父親埃阿尼爾在昂巴港外遇上暴風雨，與他的艦隊一同沉於海底，由其延迪爾繼位。他任內重建了剛鐸的海軍，繼續防守昂巴。
第三紀元1015年，哈拉德人（Haradrim）大舉反攻昂巴，其延迪爾在這場戰爭中陣亡，結束了79年的統治，由他的兒子克雅赫繼位。

## 資料來源
1. 1 2 3  《中土世界的歷史》 Vol.12《中土世界的民族》 "The Heirs of Elendil"
2. ↑  .   [2011-11-03]. （原始内容存档于2011-10-16）.
3. 1 2 3 4  《魔戒三部曲》 2001年 聯經初版翻譯 附錄一帝王本紀及年表
4. ↑  《魔戒三部曲》 2001年 聯經初版翻譯 附錄二編年史

| 前任： 埃阿尼爾一世 | 剛鐸國王 | 继任： 海爾曼達凱爾一世 |